# Ichneumon samoanus
Ichneumon samoanus är en stekelart som beskrevs av David Timmins Fullaway 1938.
Ichneumon samoanus ingår i släktet Ichneumon och familjen brokparasitsteklar. Inga underarter finns listade i Catalogue of Life.